# Cyphophthalmus eratoae
Cyphophthalmus eratoae is een hooiwagen uit de familie Sironidae. De originele naamcombinatie (protoniem) was Siro eratoae Juberthie, 1968.